# Daniil Odoevskij
Daniil Sergeevič Odoevskij (in russo Даниил Сергеевич Одоевский?; San Pietroburgo, 22 gennaio 2003) è un calciatore russo, portiere del Rostov in prestito dallo Zenit San Pietroburgo.

## Carriera

### Club
Cresciuto nel settore giovanile dello Zenit San Pietroburgo, esordisce in prima squadra il 16 maggio 2021, disputando l'incontro di Prem'er-Liga vinto per 1-5 contro il Tambov.

### Nazionale
Ha rappresentato le nazionali giovanili russe comprese dall'Under-16 all'Under-19.

## Statistiche

### Presenze e reti nei club
Statistiche aggiornate al 31 luglio 2022.
| Stagione        | Squadra               | Campionato      | Campionato | Campionato | Coppe nazionali | Coppe nazionali | Coppe nazionali | Coppe continentali | Coppe continentali | Coppe continentali | Altre coppe | Altre coppe | Altre coppe | Totale | Totale |
| Stagione        | Squadra               | Comp            | Pres       | Reti       | Comp            | Pres            | Reti            | Comp               | Pres               | Reti               | Comp        | Pres        | Reti        | Pres   | Reti   |
| --------------- | --------------------- | --------------- | ---------- | ---------- | --------------- | --------------- | --------------- | ------------------ | ------------------ | ------------------ | ----------- | ----------- | ----------- | ------ | ------ |
| 2019-2020       | Zenit-2               | 2D              | 3          | -1         |                 | -               | -               |                    | -                  | -                  |             | -           | -           | 3      | -1     |
| 2020-2021       | Zenit-2               | 2D              | 5          | -4         |                 | -               | -               |                    | -                  | -                  |             | -           | -           | 5      | -4     |
| 2021-2022       | Zenit-2               | 2D              | 6          | -7         |                 | -               | -               |                    | -                  | -                  |             | -           | -           | 6      | -7     |
| 2020-2021       | Zenit San Pietroburgo | PL              | 1          | -1         | CR              | -               | -               | UCL                | -                  | -                  | SR          | -           | -           | 1      | -1     |
| 2021-2022       | Zenit San Pietroburgo | PL              | 4          | -4         | CR              | 0               | 0               | UCL+UEL            | 0+1                | 0                  | SR          | 0           | 0           | 5      | -4     |
| 2022-2023       | Zenit San Pietroburgo | PL              | 3          | -1         | CR              | 0               | 0               |                    | -                  | -                  | SR          | 1           | 0           | 4      | -1     |
| Totale carriera | Totale carriera       | Totale carriera | 22         | -18        |                 | 0               | 0               |                    | 1                  | 0                  |             | 1           | 0           | 24     | -18    |

## Palmarès

### Club

#### Competizioni nazionali
- Campionato russo: 3

Zenit San Pietroburgo: 2020-2021, 2021-2022, 2022-2023
- Supercoppa di Russia: 3

Zenit San Pietroburgo: 2020, 2021, 2022